# Marcos Gondra
Marcos Gondra Krug (n. Mundaca, Vizcaya, 1 de enero de 1987) es un futbolista español que juega en la demarcación de centrocampista para el Eastern SC de la Liga Premier de Hong Kong.

## Trayectoria
Es un centrocampista medio de corte defensivo que también puede jugar en otras posiciones. Es natural de la localidad vizcaína de Mundaca.
En España defendió los colores de equipos como Alavés B, Amurrio, Santurtzi, Balmaseda y Portugalete, también tiene pasado en la Región de Murcia porque jugó en el CF Atlético Ciudad.
En 2012, emprendería su aventura en el extranjero para jugar en países como Suecia, Noruega, Italia y Hong Kong. En Suecia jugó en el Syrianska FC. En dos equipos estuvo en Noruega, Moss FK y Raufos IL. En Hong Kong jugó en el Pegasus FC y en el Dreams SC. En Italia lo hizo en el Isola Capo Rizzuto.
El 2 de enero de 2021, tras haber regresado a España para jugar con el SD Gernika, firmó por el C. F. Lorca Deportiva de la Segunda División B de España hasta el final de la temporada.

## Clubes
| Club                 | País      | Año         | Partidos | Goles |
| -------------------- | --------- | ----------- | -------- | ----- |
| Deportivo Alavés "B" | España    | 2006 -2008  | 1        | 0     |
| CF Atlético Ciudad   | España    | 2008 - 2009 | 22       | 0     |
| Amurrio Club         | España    | 2009 - 2010 | 38       | 9     |
| Club Portugalete     | España    | 2010 - 2011 | 38       | 4     |
| CD Santurtzi         | España    | 2011 - 2012 |          |       |
| Syrianska FC         | Suecia    | 2012        | 12       | 3     |
| SD Balmaseda FC      | España    | 2012        |          |       |
| Moss FK              | Noruega   | 2013 - 2014 | 36       | 8     |
| Raufoss IL           | Noruega   | 2015 - 2017 | 55       | 7     |
| Isola Capo Rizzuto   | Italia    | 2017        | 30       | 4     |
| FK Gjøvik-Lyn        | Noruega   | 2018        | 12       | 2     |
| Dreams SC            | Hong Kong | 2018 - 2019 | 26       | 11    |
| Hong Kong Pegasus FC | Hong Kong | 2019 - 2020 | 7        | 1     |
| Gernika Club         | España    | 2020        | 5        | 3     |
| CF Lorca Deportiva   | España    | 2021        | 18       | 2     |
| Eastern SC           | Hong Kong | 2021 -      | 5        | 1     |